# Wang Yucheng
Wang Yucheng, (王禹偁, 954-1001) est un poète et homme politique chinois originaire du Shandong, auteur d'un Discours des Factions. 